# Ak Bars Kazan
Ak Bars Kazan (rus. Ак Барс Казань) je ruski hokejaški klub iz Kazana. Klub se trenutačno natječe u Kontinentalnoj hokejaškoj ligi.

## Povijest
Ak Bars je osnovan 1956. godine pod imenom Mašstroj. Klub 1958. godine mijenja ime u SK Urickogo. Nakon raspada SSSR-a mijenjaju ime u Itilj. Od 1995. godine klub se zove Ak Bars. Zato što se klub nalazi u ruskoj državi Tatarstan na grbu im se nalazi leopard, simbol Tatara.
Dva puta su osvajali Super ligu Rusije 1998. i 2006. godine. Ak Bars je tri puta osvajao i regionalnu Kontinentalnu hokejašku ligu. Taj uspjeh su ostvarili 2009., 2010. i 2015. godine.
Klub utakmice kao domaćin igra u TatNeft Areni kapaciteta 10.000 mjesta.

## Vanjske poveznice
- Službene klupske stranice (engl.)